# Wiesław Pędlowski
Wiesław Pędlowski (ur. 9 października 1955 w Rudniku) – polski piłkarz występujący na pozycji obrońcy.

## Życiorys
Jest wychowankiem Orła Rudnik, gdzie w wieku 17 lat rozpoczynał także seniorską karierę, występując wówczas jako napastnik. Z powodu propozycji zbyt niskiego, jego zdaniem, wynagrodzenia, w 1976 roku opuścił Orła i został zawodnikiem Stali Stalowa Wola. Początkowo był zawodnikiem rezerw, gdzie został przekwalifikowany na obrońcę, a w 1979 roku został wcielony do pierwszej drużyny. Zadebiutował w niej w drugoligowym spotkaniu z Gwardią Warszawa. W sezonie 1986/1987 awansował wraz z klubem do I ligi. W sezonie 1987/1988 rozegrał w I lidze 28 spotkań, jednak Stal spadła wówczas do II ligi. W 1989 roku wyjechał do Stanów Zjednoczonych, gdzie pracował na budowie oraz przez trzy lata grał w polonijnym klubie Vistula Garfield.